# Cabal Online
Cabal Online (em coreano: 카발 온라인) é um MMORPG gratuito com gráficos 3D desenvolvido pela empresa sul-coreana ESTsoft, lançado para o Windows em 2005. Diferentes versões do jogo estão disponíveis em países ou regiões específicos. Apesar de Cabal Online ser gratuito, o jogo possui uma Item Shop onde os jogadores podem comprar aprimoramentos e itens úteis usando dinheiro real.

## História de lançamento
O jogo foi lançado inicialmente na Coreia do Sul em outubro de 2005. Posteriormente, foi lançado, para fase de testes, na Europa, em julho de 2006. No Brasil, estreou oficialmente em agosto de 2007, através da empresa Gamemaxx. Nos Estados Unidos, o jogo foi lançado um ano depois do Brasil, através da empresa OGPlanet.

## Jogabilidade
O jogo se passa num mundo chamado Nevareth, que foi destruído por uma entidade maligna conhecida como Cabal. Dos sobreviventes, seis "mestres" se ergueram, cada um dominando uma das habilidades da forma de poder denominada Força. Os mestres ensinaram-nas às pessoas e Nevareth foi reconstruída. Anos depois, Cabal planeja um retorno ao poder; e os personagens do jogo assumem o papel de heróis que lutam para evitar sua ascensão.
Sendo um típico MMORPG, a jogabilidade no Cabal Online contém elementos de jogador contra jogador (PVP) e jogador contra o ambiente (PVE). No tocante aos elementos de PvE, estão inclusas trituração e missões que recompensam os jogadores com itens e pontos de experiência, bem como instâncias para obter tesouros variados e "Alz", a moeda do jogo.